# Ljungdalen
Ljungdalen is een klein dorp in de Zweedse gemeente Berg in de provincie Jämtlands län. De plaats heeft 109 inwoners (2005) en een oppervlakte van 101 hectare. Ljungdalen ligt in het westen van het landschap Härjedalen, in het berggebied, met de hoogste toppen van Zweden ten zuiden van de poolcirkel. Het dorp is gelegen op de weg tussen Åsarna en Funäsdalen, aan de voet van de Helagsfjäll, waarop zich de hoogste top (1798 m) van Midden-Zweden bevindt, met op deze berg een gletsjer. In het dorp zelf bevinden zich een toeristenbureau, een supermarkt, een bedrijf voor het verhuren van sneeuwscooters en een herberg.